# Alba Trissina
Alba Trissina ou Tressina, née vers 1590 et morte après 1638, est une compositrice italienne. Elle est religieuse au monastère Sainte-Marie en Araceli (en) à Vicence, et étudie avec Leone Leoni. Il reste d'elle quatre motets pour voix d'alto dans le recueil Sacri fiori: quarto libro de motettia de Leoni : Quemadmodum cervus, In nomine Jesu, Anima mea liquefacta est et Vulnerasti cor meum, le plus notable,,.